# 六分儀座50
六分儀座50，又名BD-22 5105，HD 182629、SAO 188121、HR 7375，是六分儀座的一颗恒星，视星等为5.59，位于銀經16.77，銀緯-17.13，其B1900.0坐标为赤經19h 20m 21.3s，赤緯-21° -17.13′ 29″。